# محوطه قاسم‌آباد خرابه
محوطه قاسم‌آباد خرابه مربوط به دوره اشکانیان - دوره ساسانیان است و در شهرستان قم، بخش مرکز ی، روستای لنگرود، تقاطع جاده قدیم و اتوبان قم، کاشان واقع شده و این اثر در تاریخ ۹ بهمن ۱۳۸۶ با شمارهٔ ثبت ۲۰۷۱۱ به‌عنوان یکی از آثار ملی ایران به ثبت رسیده است.